# Kilcock
Kilcock, irisch Cill Choca (Cocas Kirche), ist eine Stadt in der Republik Irland im County Kildare. Bei der Volkszählung 2022 hatte sie 8674 Einwohner. Damit hat sich die Einwohnerzahl seit 1991 nahezu verfünffacht.

## Lage
Die Stadt liegt 5 km westlich von Maynooth und 35 km westlich von Dublin direkt an der Grenze der Countys Kildare und Meath. Durch den Ort führt der gegen Ende des 18. Jahrhunderts gebaute Royal Canal. Früher verlief die Nationalstraße N4 von Dublin nach Sligo und Galway (N6) durch Kilcock. Seit dem Bau der Autobahn M4 1994 verläuft der Verkehr gleich südlich davon. Direkt neben dem Kanal ist auch die Trasse der Eisenbahnlinie Dublin (Connolly Station) nach Sligo.

## Geschichte
Eine Kirche oder ein Kloster, nach denen der Ort benannt ist, wurde Mitte des 6. Jahrhunderts von St. Coca, einer Missionarin, errichtet. Dabei ist die genaue Herkunft von St. Coca nicht klar. Ab dem späten Mittelalter war Kilcock ein bedeutender Handelsplatz. Bedeutung hatte der Ort auch durch seine Lage an der Straße von Dublin nach Westen und den Kanal. Dieser wird aber nur noch für Freizeitaktivitäten genutzt.

## Einwohnerentwicklung
Bedingt durch die Nähe zu Dublin nahm die Zahl der Einwohner in den letzten 30 Jahren stark zu.
| 1991 | 1996 | 2001 | 2006 | 2011 | 2016 | 2022 |
| ---- | ---- | ---- | ---- | ---- | ---- | ---- |
| 1551 | 1825 | 2740 | 4100 | 5533 | 6093 | 8674 |

## Transport
Kilcock war von 1848 bis 1947 Haltepunkt der Züge von und nach Dublin und dem Westen. Nach über fünfzigjähriger Unterbrechung wurde die Haltestelle 1998 wieder in Betrieb genommen. Die Bahn wird vornehmlich von Pendlern genutzt. Die Vorortzüge halten mehrmals am Tag in Kilcock.
Die staatliche Busgesellschaft Bus Éireann hält in jede Richtung etwa alle halbe Stunde mit der Linie 115 von Dublin nach Mullingar.
Seit März 2021 gibt es entlang des Kanals einen durchgehenden Radweg von Maynooth bis zum Shannon.